# Storkrokberget
 Storkrokberget är ett naturreservat i Luleå kommun i Norrbottens län.
Området är naturskyddat sedan 2013 och är 2,8 kvadratkilometer stort. Reservatet omfattar östsluttningen av berget ner mot norra delen av berget ner mot Vitån och våtmarker kring denna. Reservatet består av gran, uppblandat med tall och lövträd.